# William Dampier
William Dampier, född i augusti 1651 i East Coker vid Yeovil i Somerset, död mars 1715 i London, var en brittisk pirat, sjökapten, författare och upptäcktsresande. Han var den första personen att segla runt jorden två gångar, och åkte för att försöka sitt tredje varv. År 1688 blev han en av de första européer, och den allra förste engelsman, som besökte Australien.

## Biografi
Redan vid 20 års ålder hade Dampier, som var son till en jordbrukare, som sjöman besökt Newfoundland och Ostindien. Han deltog 1673 i kriget mot Holland och blev året därpå plantagefogde på Jamaica, men återgick till sjömansyrket och deltog 1675 i en kofferdifarares färd till Campechebukten. Trots att han endast var matros, förde han under denna resa anteckningar om kustens beskaffenhet. 
Från 1678 deltog Dampier i fribytarfärder i Västindien och Stilla havet. I maj 1688 landsattes han och några följeslagare av de övriga på Nikobarerna, varifrån han dock lyckades ta sig under en farlig kanotfärd, under vilken flertalet av hans kamrater omkom. Slutligen lyckades han nå Aceh på Sumatra. Efter att ha varit i holländsk tjänst, varifrån han deserterade för att i flera år föra ett äventyrligt liv i Ostindien, återkom han 1691 till England. 
År 1699 sattes han av engelska regeringen i spetsen för en expedition, som hade till mål att undersöka vissa trakter av Stilla havet. På denna färd utforskade han norra och nordvästra kusterna av Australien, kusterna av Nya Guinea samt flera smärre öar, bland annat Dampier Archipelago, som är uppkallad efter honom. Åren 1708–11 åtföljde han Woodes Rogers på dennes världsomsegling. 
Dampier var en utmärkt hydrograf och besatt en enastående förmåga att iaktta och klargöra geografiska och meteorologiska fakta. Hans kartor är ypperliga och under sin skiftesrika levnad nedskrev han oavlåtligt sina iakttagelser.

## Eftermäle
Asteroiden 14876 Dampier är uppkallad efter honom.